# Giacomo (vescovo)
Giacomo (... – 1236) è stato un vescovo cattolico italiano.

## Biografia
L'Ughelli nella sua opera l'Italia sacra, parla del vescovo Giacomo identificandolo con il religioso Giacomo Porta o Porzia. Il Turletti invece lo identifica con Giacomo di Romagnano.
Il vescovo Giacomo intervenne ad appianare le tensioni tra Comune e diocesi di Asti. Infatti, nel 1220, con il consenso di Federico II, fece abolire alcune leggi del Comune che erano contro l'episcopato ed i religiosi astigiani (diploma del capitolo della Cattedrale di Asti del 16 settembre 1220).

## La disputa per Rocca d'Arazzo
Nel 1198, il vescovo Bonifacio I cedette alle continue e pressanti richieste degli astigiani di lasciare il feudo di Rocca San Genesio (l'odierna Rocca d'Arazzo) sotto la giurisdizione comunale accampando la tesi che il vescovo non aveva i mezzi sufficienti per difendere e mantenere un così importante baluardo sulla strada verso Asti.
Il 27 maggio 1198, il podestà di Asti prese possesso del feudo di Rocca diventato da quel momento Rocca d'Astisio.
La cessione, però non venne approvata né dal metropolita di Milano, né dal Papa, che considerando l'atto del vescovo eccessivamente arbitrario, lo rimosse dall'incarico e invalidò l'accordo con la città di Asti.
Per contro, i rocchesi, non vedevano di buon occhio il loro passaggio sotto l'egida del comune di Asti, dato che questi voleva trasformare il paese in una piazzaforte militare.
Per tre anni quindi, scoppiarono ostilità e scontri tra astigiani e rocchesi e solamente il 29 aprile 1202 venne firmata una tregua che obbligava i cittadini di Rocca di sottostare al governo comunale astigiano.
I rocchesi mal si piegarono a questo volere ed in più di un'occasione si rivolsero al vescovo di Asti Guidetto che finalmente nel 1217 deferì la questione alla Corte di Roma.
Papa Innocenzo III delegò il prevosto di Torino Ottone per dirimere la questione che però non venne accettato dagli astigiani.
Vennero allora nominati due savi in rappresentanza uno del Comune di Asti e l'altro della diocesi. La questione non venne a nessuna soluzione, al punto tale che venne nominato un terzo arbitro "super partes".
Venne nominato il vescovo Giacomo di Torino, vicario imperiale, coadiuvato dal podestà di Asti Guido di Landriano. Nel 1221, venne nominata la sentenza: il feudo di Rocca sarebbe rimasto alla Chiesa di Asti, ma il Comune l'avrebbe potuto utilizzare come presidio nella difesa del proprio territorio.
Al vescovo, nel frattempo diventato Giacomo, andava una casa nel castello "per la villeggiatura". L'8 giugno 1221, presso la cattedrale di Asti, avvenne la solenne restituzione del feudo alla Chiesa di Asti.